# 8247 Cherylhall
8247 Cherylhall este un asteroid din centura principală de asteroizi.

## Descriere
8247 Cherylhall este un asteroid din centura principală de asteroizi. A fost descoperit pe 20 septembrie 1979 la Observatorul Palomar de Schelte J. Bus. Asteroidul prezintă o orbită caracterizată de o semiaxă mare de 3,22 ua, o excentricitate de 0,10 și o înclinație de 2,7° în raport cu ecliptica.